# Bielefelder Berg

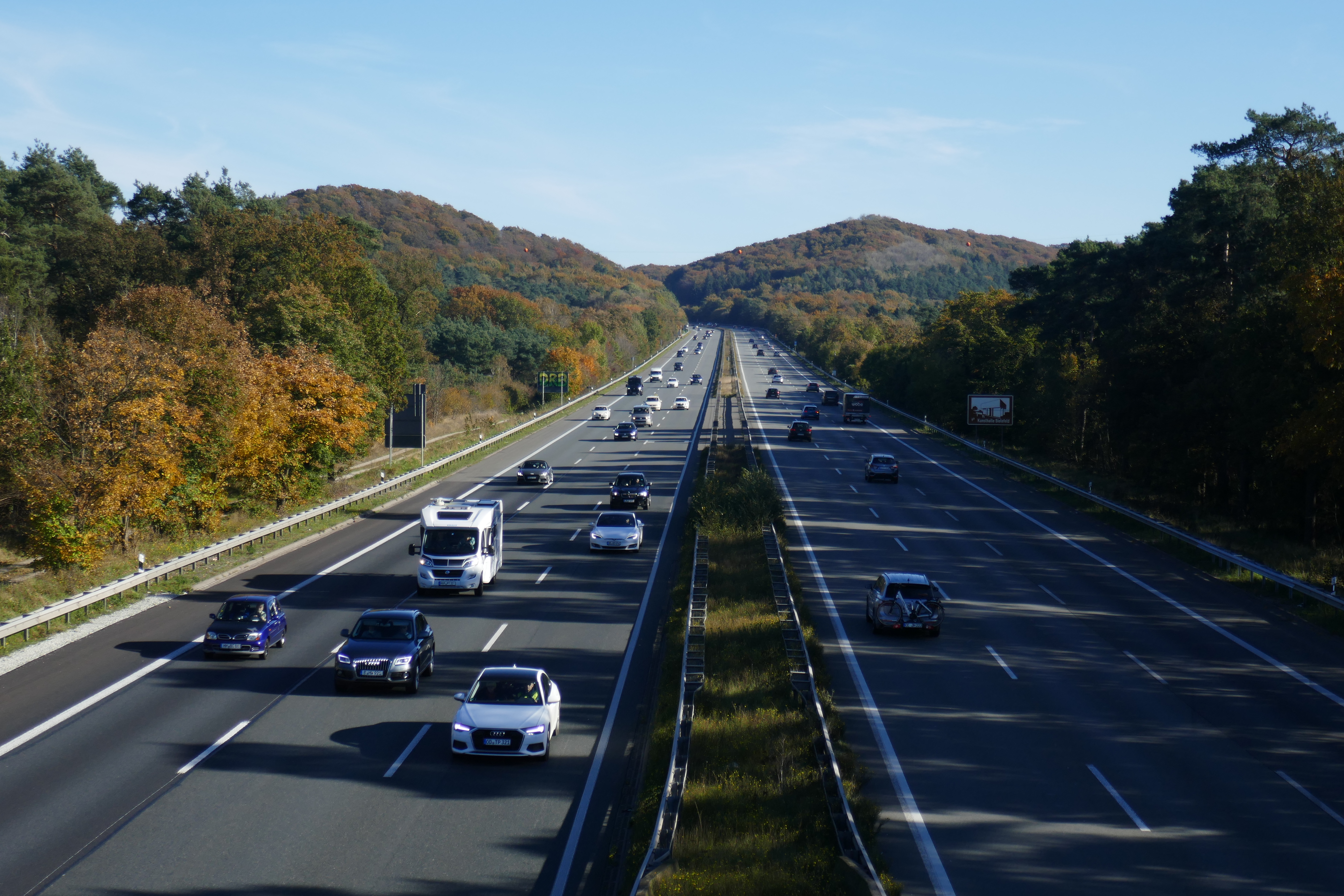
Bielefelder Berg

Bielefelder Berg ist eine volkstümliche Bezeichnung für den Teutoburger Wald im Gebiet der nordrhein-westfälischen Stadt Bielefeld. In der Regel ist damit aber nur der Gebirgspass gemeint, an der die Bundesautobahn 2 das Gebirge zwischen dem 268,1 m hohen Eisgrundsberg und dem 320,4 m hohen Berg Auf dem Polle sowie zwischen den Anschlussstellen Bielefeld-Süd (früher Bielefeld-Sennestadt) und Bielefeld-Ost (früher Bielefeld-Zentrum) auf etwa 219 m ü. NHN Passhöhe überquert. Etwa 360 m nordöstlich dieser Stelle führt bei Lämershagen eine Brücke der Landesstraße 787 (Lämershagener Straße) auf 230,3 m Höhe über die Autobahn.
Bekannt wurde die Bezeichnung Bielefelder Berg vor allem durch einen gleichnamigen Rap des Bielefelder Comedians Jürgen Rittershaus alias Heinz Flottmann und durch eine 2008 in Betrieb genommene Geschwindigkeitsüberwachungsanlage auf der A 2. Sie ging mehrmals auch durch die überregionale Presse, weil sie jedes Jahr Bußgelder in Millionenhöhe einspielt.